# Gregor Virant
Gregor Virant (* 4. prosince 1969 Lublaň) je slovinský politik.

## Životopis
Narodil se v Lublani, absolvoval Střední školu sociálních věd a obecné kultury Vide Janežič v Lublani (nynější Poljanské gymnázium v Lublani) a poté začal studovat na Právnické fakultě Univerzity v Lublani. Po skončení studia na Právnické fakultě v roce 1993 nastoupil jako asistent na Fakultu správy Univerzity v Lublani. V roce 1998 zde získal doktorát za disertační práci Vyvlastnění a omezení vlastnictví ve veřejném zájmu. V roce 2012 upozornila média, že se Virantova bakalářská, diplomová a ani dizertační práce nenachází v databázi COBISS.
V letech 1995 až 1999 působil jako poradce na slovinském Ústavním soudu pro oblast voleb, referenda a veřejné správy. Za vlády Andreje Bajuka v roce 2000 nastoupil na ministerstvo vnitra jako státní tajemník, kde setrval i po výměně vlády až do roku 2004, kdy za Slovinskou demokratickou stranu (SDS) kandidoval ve volbách do Státního shromáždění a posléze se stal ministrem veřejné správy. Virant za SDS kandidoval a byl zvolen do Státního shromáždění i v roce 2008 a v roce 2005 byl na kandidátce SDS zvolen do občinské rady občiny Domžale, členem SDS ale Virant nikdy nebyl. V letech 2008 až 2011 byl Virant předsedou liberálně-konzervativní platformy Zbor za republiko, přičemž ve funkci vystřídal Petera Jambreka.
Virant, který SDS sbíral voliče v řadách ekonomů a levicově smýšlejících voličů, nedlouho před předčasnými volbami v roce 2011 oznámil, že bude kandidovat za nový politický subjekt. Neboť oznámení o tomto kroku přišlo v době, kdy kandidaturu oznámil i lublaňský župan Zoran Janković, snesla se ze strany SDS kritika, že cílem Viranta bylo oslabit SDS. Virant se voleb zúčastnil s Občanskou kandidátkou (DLGV), která vznikla 21. října 2011. Kandidátka ve volbách získala 92 282 hlasů, což znamenalo osm mandátů ve Státním shromáždění. V prosinci 2011 se strana stala součástí nové vládní středo-pravé koalice a Virant byl zvolen předsedou Státního shromáždění.
Jeho tchánem je někdejší ministr práce, rodiny a sociálních věcí Miha Brejc (SDS), Virantova sestřenice má pak za manžela lublaňského župana Zorana Jankoviće.